# 敦宁根
敦宁根是德国巴登-符腾堡州的一个市镇。总面积48.45平方公里，总人口6010人，其中男性3034人，女性2976人（2011年12月31日），人口密度124人/平方公里。